# フィニステレ岬の海戦 (1761年)
フィニステレ岬の海戦（フィニステレみさきのかいせん、英語: Battle of Cape Finisterre）は七年戦争中、スペイン北海岸のフィニステレ岬で戦われた、イギリスとフランス艦隊の間の小規模な海戦。
1761年、イギリスの74門戦列艦ベローナと36門フリゲートのブリリアントがリスボンからイギリスへ金貨を運んでいたが、8月13日にフランスの74門戦列艦クラージュ、32門フリゲートのマリシューゼ（Malicieuse）とエルミオーネ（Hermione）に遭遇した。イギリス艦隊はフランス艦隊を追跡、翌朝にブリリアント対マリシューゼとエルミオーネ、ベローナ対クラージュという2つの戦闘がおこった。
短いながら激しい戦闘でベローナもクラージュも損傷を受けたが、ベローナの艦長ロバート・フォークナーが側面射撃に成功してクラージュに大損害を与えたことで勝負が決し、クラージュは降伏した。ブリリアントのほうは艦船の数で不利だったものの、マリシューゼとエルミオーネをベローナとクラージュに加勢できないよう引き離すことには成功した。マリシューゼとエルミオーネはクラージュが降伏すると逃走した。その後、クラージュは修理を経てイギリス海軍に編入され、その後35年間イギリス艦として就役した。

## 背景
1759年のキブロン湾の海戦で負けて以来、フランス海軍はイギリス海軍とヨーロッパ水域の制海権を争う力を失っていた。1761年4月、イギリスはこの優勢を利用してブルターニュの離島ベル＝イルに侵攻、6月に占領した。フランスは大西洋艦隊の大半が港に封鎖されている中、小艦隊を派遣して襲撃する作戦をとった。デュジェ・ロンベール艦長の74門戦列艦クラージュ、ロングヴィル艦長の32門フリゲートのマリシューゼ、モンティニエ艦長のフリゲートのエルミオーネからなる小艦隊もその1つで、西インド諸島に派遣されていたが、この小艦隊は襲撃に成功して8月にヨーロッパ水域に戻ってきた。
8月13日の夜、ロンベール艦隊はスペイン海岸に向けて航行中であったが、フィニステレ岬で北東に船隊を目撃した。その船隊とはロバート・フォークナー艦長の74門戦列艦ベローナとジョン・ロギー艦長の36門フリゲートのブリリアントの2隻で、リスボンからイギリスへ10万ポンド以上の価値のある金貨を運輸していた。ロンベール艦隊は、敵が2隻とも戦列艦であり自軍が不利であると誤認し、暗闇に紛れて逃走しようとしたが、月明かりが明るかったのでイギリスが追撃した。

## 戦闘
8月14日の朝5時、ロンベールは意見を変え、今度はベローナを50門4等艦に誤認した（実際は74門3等艦）。勝利を確信したロンベールは回頭し、マリシューゼとエルミオーネにブリリアントへの攻撃を命じる一方、自らクラージュを率いてベローナに攻撃を仕掛けた。ロンベールは6時25分にクラージュをベローナの側面に接近させ、舷側砲を至近距離で発砲した。フォークナーは2回目の砲撃まで待つと、自軍も舷側砲を2連続で発砲させ、自らはベローナの帆を逆帆にしてクラージュと互い違いの向きで併走させた。しかし、戦闘の初期ではクラージュの砲撃のほうが効果的で、砲撃が9分間続いただけでベローナのミズンマストをバラバラにした。船員の1人がミズンマストの損傷に落胆すると、フォークナーは「こんちくしょう、2層甲板の船が戦闘中にミズンマストを何に使うんだ。奴のミズンマストを見て、叩き落すんだ。」と述べたという。
フォークナーはミズンマストが壊れ、ベローナの動きが鈍くなると、ロンベールが機に乗じて逃げるかもしれないと考え、移乗攻撃してクラージュを拿捕しようとしたが、クラージュのほうも6時45分にミズンマストを破られ、針路が外れ始めた。フォークナーはベローナの損傷も構わずに船を回頭して、舷側砲をクラージュの右舷の船尾に向けて激しく発砲した。これにより クラージュの船体はひどく破損し、数百人の死傷者を出し、致命傷を負ったロンベールは7時4分に降伏した。降伏の後も下層の砲列甲板が砲撃を続けたため、フォークナーはそこへの砲撃を2回命じ、クラージュ全体が命令に従うようにした。
ベローナとクラージュの戦闘中、ブリリアントは朝6時から7時30分までフランスのフリゲート2隻を追い払っていた。ブリリアントはまずマリシューゼに攻撃され、続いてエルミオーネに攻撃されたが、2隻の攻撃とも防いでベローナとクラージュの戦闘へ参戦することを防いだ。ロンベールの降伏が明らかになると、マリシューゼとエルミオーネは撤退した。イギリス側の損害はベローナが戦死6、負傷28、ブリリアントが戦死5、負傷16で、フランス側の損害はフォークナーの報告によると、クラージュだけで戦死240、負傷110であった。歴史家のウィリアム・レアード・クラウズによると、死傷者の差はイギリスとフランスの戦術教義の違いによるものだという。彼はフランス海軍の訓練ではマストや索具へ砲撃するよう教え、敵船が動けなくなることを狙ったが、イギリス海軍の訓練では敵船の船体を砲撃して乗組員の殺害を図ったと指摘した。

## その後
拿捕されたクラージュはリスボンに連れていかれ、群衆の歓呼を受けた。後に歴史家の1人が「ベローナの行動は機敏な剣闘士としか比べられなかった。攻撃を確実に遂行する一方、敵からの攻撃にも守備する」と述べた。歴史家のエドワード・ペラム・ブレントンは1825年に、帆船時代の海戦史上、双方とも戦列艦1隻の戦闘で決定的な結果となったのは4回しかなく、このフィニステレ岬の海戦がそのうちの1回であると書いた（残りは1782年のウェサン島の海戦、1798年のラ・ド・サンの海戦、1812年のピラーノの海戦）。
クラージュは修理を経てイギリス海軍に編入され、その後35年間就役し、アメリカ独立戦争やフランス革命戦争にも参戦した。1796年12月18日、クラージュはモンテ・アチョで嵐に遭い沈没し、470人以上が死亡した。